# Instrument de so indeterminat
Un instrument de so indeterminat és aquell que no produeix notes concretes i determinades. La major part d'aquests instruments són idiòfons i membranòfons percudits o fregats. És el cas del triangle, les castanyoles, el gong, els címbals, la simbomba, la majoria de tambors de cos cilíndric o troncocònic, etc.
Una de les formes més habituals de classificar els instruments de percussió és, precisament en instruments de so determinat i de so indeterminat.